# محمد بعاصيري
محمد بعاصيري هو النائب السابق لحاكم مصرف لبنان، وقد تولّى المنصب بين 2009 و2019.